# Kempton (Indiana)
Pour les articles homonymes, voir Kempton (homonymie).
La ville de Kempton est située dans le comté de Tipton, dans l’État de l’Indiana, aux États-Unis. Sa population s’élevait à 335 habitants lors du recensement de 2010, estimée à 311 habitants en 2016.